# Saint-Ludger
Saint-Ludger es un municipio canadiense situado en la provincia de Quebec.

## Superficie
Saint-Ludger tiene una superficie de 127,58 km².

## Demografía
En 2021, tenía 1074 habitantes, una densidad poblacional de 8,4 hab./km², y 507 viviendas.